# منیفلد کالابی–یائو

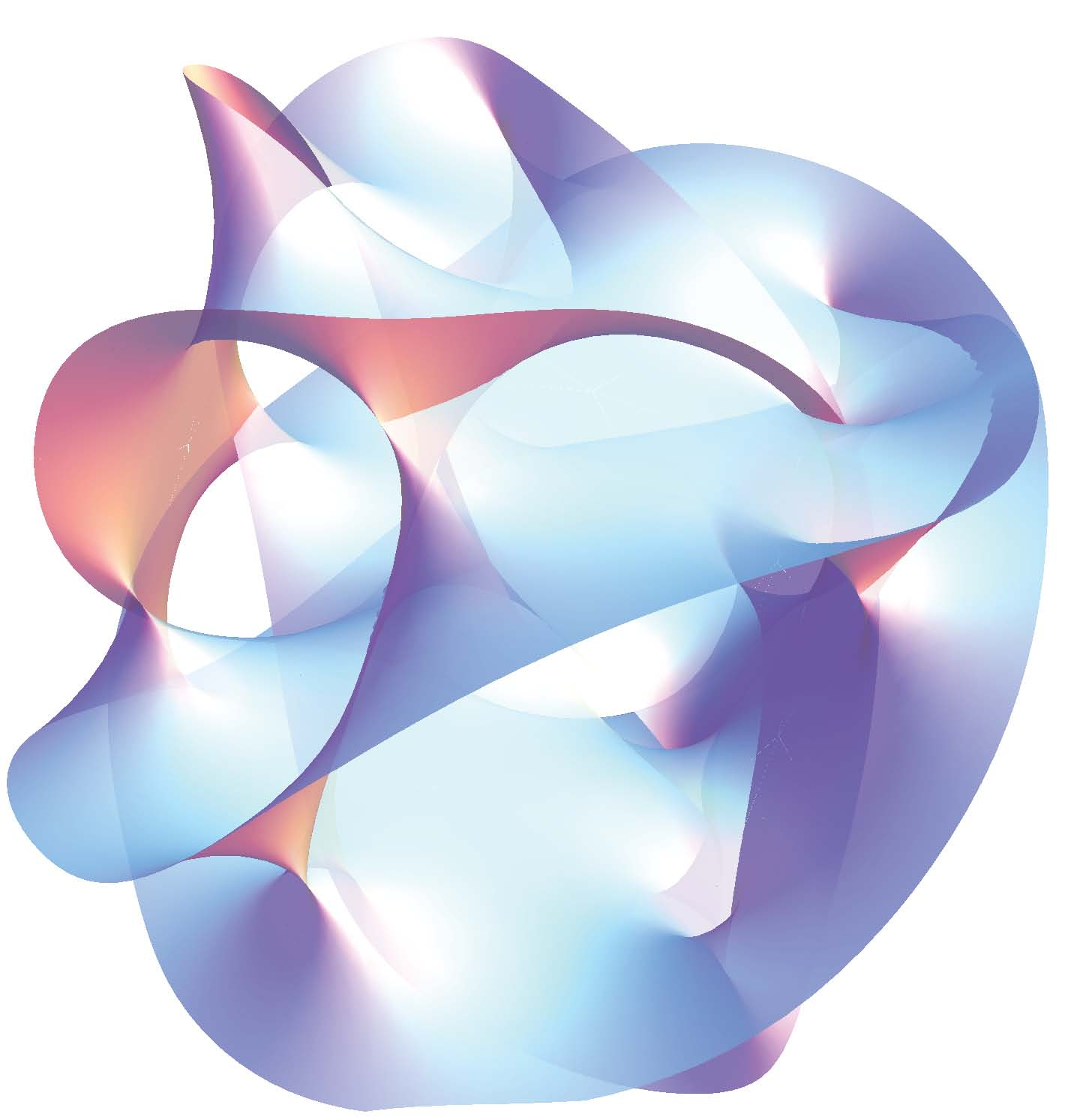
بخشی از یک سه-خم کالابی-یائو درجه پنج(تصویر سه بعدی)

منیفلد کالابی–یائو (به انگلیسی: Calabi–Yau manifold) که با نام فضای کالابی-یائو نیز شناخته می‌شود، نوع خاصی از منیفلدهاست که در برخی از شاخه‌های ریاضیات مانند هندسه جبری توصیف می‌شود. برخی ویژگی‌های این منیفلد مانندمتریک تخت ریچی باعث می‌شوند که در فیزیک هم کاربرد داشته باشد. به ویژه در مورد نظریه ابرریسمان گمان می‌رود که بعدهای اضافی فضا شکل یک منیفلد ۶ بعدی کالابی یائو را می‌گیرند که منجر به ایده تقارن آینه‌ای گشت.